# وينسلو هومر
وينسلو هومر (بالإنجليزية: Winslow Homer) (24 فبراير 1836م - 29 سبتمبر 1910م) رسام أمريكي، بدأ حياته الفنية 1862م. بعد اندلاع الحرب الأهلية الأمريكية توجه لرسم مشاهد الحرب. يعتبر أحد أبرز الرسامين الأمريكيين خلال القرن التاسع عشر ومن الشخصيات البارزة في الفن الأمريكي.
باشر هومر مسيرته الفنية كرسام توضيحي تجاري. كان عصامي التعليم إلى حد كبير. امتهن هومر الرسم الزيتي في ما بعد وأنتج عددًا من اللوحات الهامة في الإستديو. تميزت لوحاته بالوزن والكثافة مستغلةً الوسط المحيط. كذلك كثيرًا ما اشتغل بالألوان المائية وابتكر عددًا غزيرًا من الأعمال الفنية التي اتسمت بالسلاسة مركزًا بصورةٍ رئيسية على تأريخ إجازات عمله.

## نشأته
ولد هومر في مدينة بوسطن بولاية ماساتشوستس في عام 1836. كان ترتيبه الثاني بين أشقائه الثلاثة لوالده تشارلز سافج هومر وهنرييتا بنسون هومر المنحدرين من سلالة طويلة من سكان نيو إنغلاند. كانت والدته من رسامي الألوان المائية الهواة الذين تميزوا بموهبتهم، وهي أول من أعطاه دروسًا في الرسم. كانت هنرييتا على علاقة وثيقة بابنها طيلة فترة حياتها. اكتسب هومر العديد من شمائل أمه ومن بينها هدوئها وصلابة إرادتها وقلة كلامها وحسن معشرها وحسها الجامد في الدعابة وموهبتها الفنية. كانت طفولة هومر سعيدة إذ قضى معظم نشأته في بلدة كامبريدج بولاية ماساتشوستس والتي كانت حينها تتسم بطابعٍ ريفي. كان هومر طالبًا عاديًا ولكن كانت موهبته الفنية واضحة خلال سنوات حياته الأولى.
كان والده رجل أعمال متقلب المزاج لا يعرف الكلل ولا الملل، وكان دائمًا ما يتطلع إلى تحقيق نجاحٍ مالي باهر. تخلى تشارلز عن متجره للأجهزة وذهب إلى كاليفورنيا سعيًا لجني ثروة من حمى الذهب هناك. كان هومر يبلغ الثالثة عشر من العمر آنذاك. ترك تشارلز عائلته عندما باءت خطته هذه بالفشل وسافر إلى أوروبا لجمع رأس مال من أجل تنفيذ خطط أخرى للثراء السريع دون أن تؤتي أيًا منها بثمارها.
رأى والد هومر إعلانًا عن شاغر تدريبي في إحدى الصحف عقب تخرج ابنه من المدرسة الثانوية وقرر تسجيله كمتدرب. كان تدرب هومر على يد الطباع الحجري التجاري ج. هـ. بافورد في بوسطن حين كان في التاسعة عشر من العمر، بمثابة تجربة تأسيسية بالنسبة له وذلك على الرغم من كونها مضجرة. عمل هومر بشكل متكرر على أغلفة المدونات الموسيقية وغيرها من الأعمال التجارية لمدة عامين. كان عمله الحر يجري على قدمٍ وساق بحلول عام 1857 ولذلك رفض حينها عرضًا للالتحاق بكادر مجلة هاربرز ويكلي. عقّب هومر لاحقًا بقوله: «لم يكن عندي سيد منذ أن أبعدت نفسي عن الطباعة على الحجر ولن يكون عندي قط». افتتح هومر بعدها إستديو للرسم في بوسطن.
استمرت مسيرة هومر كرسام توضيحي لمدة قاربت العشرين عامًا. قدم خلالها مجموعة من الرسوم التوضيحية التي صورت الحياة في مدينة بوسطن والحياة الريفية في منطقة نيو إنغلاند لعدة مجلات على غرار بالوز بيكتوريال وهاربرز ويكلي، وذلك في الوقت الذي شهد فيه سوق الرسوم التوضيحية نموًا متسارعًا وتغيرت فيه الأزياء والصيحات بسرعة. تميزت أعماله الأولى التي تألفت بمعظمها من نقوش خشبية لمناظر اجتماعية حضرية وريفية بخطوطها الواضحة وأشكالها المبسطة والتباين الدراماتيكي ما بين الضوء والظلام وتمثيل تجمعات الأفراد بألوانٍ زاهية. حافظت هذه الخصائص على أهميتها طوال مسيرته الفنية. يعزى النجاح السريع الذي حققه إلى فهمه العميق للتصميم الشكلي إلى حد كبير، فضلًا عن قابلية تصاميمه التواؤم مع النقوش الخشبية.
عاش هومر مع عائلته في بلدة بيلمونت بولاية ماساتشوستس قبل أن ينتقل إلى مدينة نيويورك في عام 1859. شكل قصر عمه المعروف باسم «منزل هومر» مصدر إلهام لعدد من رسوماته ولوحاته الأولى ومن بينها تصويره لجولات الكروكيت في ستينيات القرن التاسع عشر. ما يزال منزل هومر المملوك من قبل نادي بيلمونت النسائي مفتوح للجولات العامة.

## إنجلترا
قضى هومر عامين (1881 - 1882) في قرية كولركوتس الساحلية الإنجليزية الواقعة في مقاطعة نورثمبرلاند. تناولت العديد من مواضيع اللوحات التي رسمها هومر في كولركوتس الرجال والنساء العاملين وبطولاتهم اليومية المستوحاة من الرسوخ والرصانة. كانت هذه المواضيع جديدة على فن هومر وأنذرت بالاتجاه الذي ستأخذه أعماله الفنية مستقبلًا. كتب هومر في هذا الصدد: «كانت هؤلاء النسوة كالنحلات العاملات... مخلوقات بدينات ذوات عزمٍ وثبات». كانت الغالبية الساحقة من أعماله في هذه الفترة مرسومة بالألوان المائية. أضحت لوحة ألوانه متكلفةً وباهتةً وازداد حجم لوحاته وغدت أكثر طموحًا وأصبحت مدروسةً في تصورها وتنفيذها بصورةٍ أكبر. كذلك غدت مواضيعه أكثر شمولية في طرحها وأقل وطنية في طابعها وأكثر بطولية بحكم تجسيده غير العاطفي. أسس هومر أسلوبًا ورؤيةً جديدةً نقلت موهبته إلى عوالم جديدة، وذلك على الرغم من ابتعاده عن التلقائية والبراءة المشرقة التي اتصفت بها اللوحات الأمريكية خلال ستينيات وسبعينيات القرن التاسع عشر.

## ولاية مين ونضوجه
استعرض هومر لوحاته الإنجليزية التي رسمها بالألوان المائية في مدينة نيويورك عقب عودته إلى الولايات المتحدة في شهر نوفمبر من عام 1882. لاحظ النقاد التغير الذي طرأ على أسلوبه معقبين: «لقد أصبح هومر مختلفًا للغاية عن هومر الذي عهدناه في الأيام السالفة»، واعتبروا أن لوحاته أصبحت «تحاكي مستوىً أعلى... إنها أعمالٌ فنية راقية». لم تعد النساء اللواتي صورهن هومر في لوحاته عبارة عن «دمى يتباهين بقبعاتهم» بل أصبحن «زوجات وأمهات رجال صالحات وقويات البنية لا يعرفن الخوف». وكانت هؤلاء النساء قادرات تمامًا على الصمود في وجه قوى الطبيعة وتقلباتها جنبًا إلى جنب مع رجالهن.

## تأثيره
لم يعلم هومر في أي مدرسة قط ولم يعطي دروسًا خاصة على الإطلاق، وحاله في ذلك حال توماس إيكنز. ومع ذلك كان لأعماله الفنية أثر شديد على الأجيال المتعاقبة من الرسامين الأمريكيين من ناحية تفسيرها المباشر والحيوي لعلاقة الإنسان الرواقي بالبرية والتي اتصفت غالبًا بحيادها وقسوتها. رأى روبرت هنري في أعمال هومر تجسيدًا لـ«عفة الطبيعة» على حد وصفه.
كان الرسام والمعلم الأمريكي هاورد بايل ينظر إلى هومر نظرة وقار حتى أنه شجع طلبته على دراسته. وكان طالبه الرسام ن. س. وايث (بالإضافة إلى أندرو وايث وجيمي وايث) يتشاركون تقديرهم وتأثرهم به، ووصل بهم الأمر أن تبعوه إلى ولاية مين حتى يستلهموا من طبيعتها. كان الاحترام الذي يكنه أكبر أخوة وايث لمعلمه شديدًا ومطلقًا ويمكن ملاحظته في لوحته التي حملت عنوان قص المروج (1907). لعل أبرز تعبير يختزل النزعة الفردانية المتزمتة التي ميزت أعمال هومر تتلخص في التحذير الذي أطلقه لزملائه من الفنانين بقوله: «تمعنوا في الطبيعة واشتغلوا باستقلالية وحلوا مشاكلكم بأنفسكم».

## تكريمه على الطوابع الأمريكية
أصدر مكتب البريد الأمريكي طابعًا تذكاريًا تكريمًا لوينسلو هومر في عام 1962. وقع الاختيار على لوحته الزيتية الشهيرة المعروفة باسم «الريح المتصاعدة» والموجودة الآن في المعرض الوطني بواشنطن العاصمة كصورة لتصميم هذا الإصدار. أصدر المكتب البريدي طابعًا تذكاريًا بقيمة 44 سنت أمريكي في معرض الطوابع الذي أقيم بمدينة ريتشموند بولاية فيرجينيا بتاريخ 12 أغسطس عام 2010. حمل الطابع صورة للوحة هومر التي تحمل اسم «صبيان في المراعي».
كان هذا الطابع التاسع ضمن سلسلة من الطوابع التذكارية التي حملت اسم «كنوز أمريكية». تعد اللوحة الأصلية جزءًا من مجموعة هايدن الفنية المعروضة في متحف الفنون الجميلة بمدينة بوسطن. تصور اللوحة صبيان من بلدة بيلمونت بولاية ماساتشوستس وهما جون كارني وباتريك كينان واللذين وافقا على الجلوس حتى يرسمهما هومر مقابل 75 سنت في اليوم.

## معرض صور

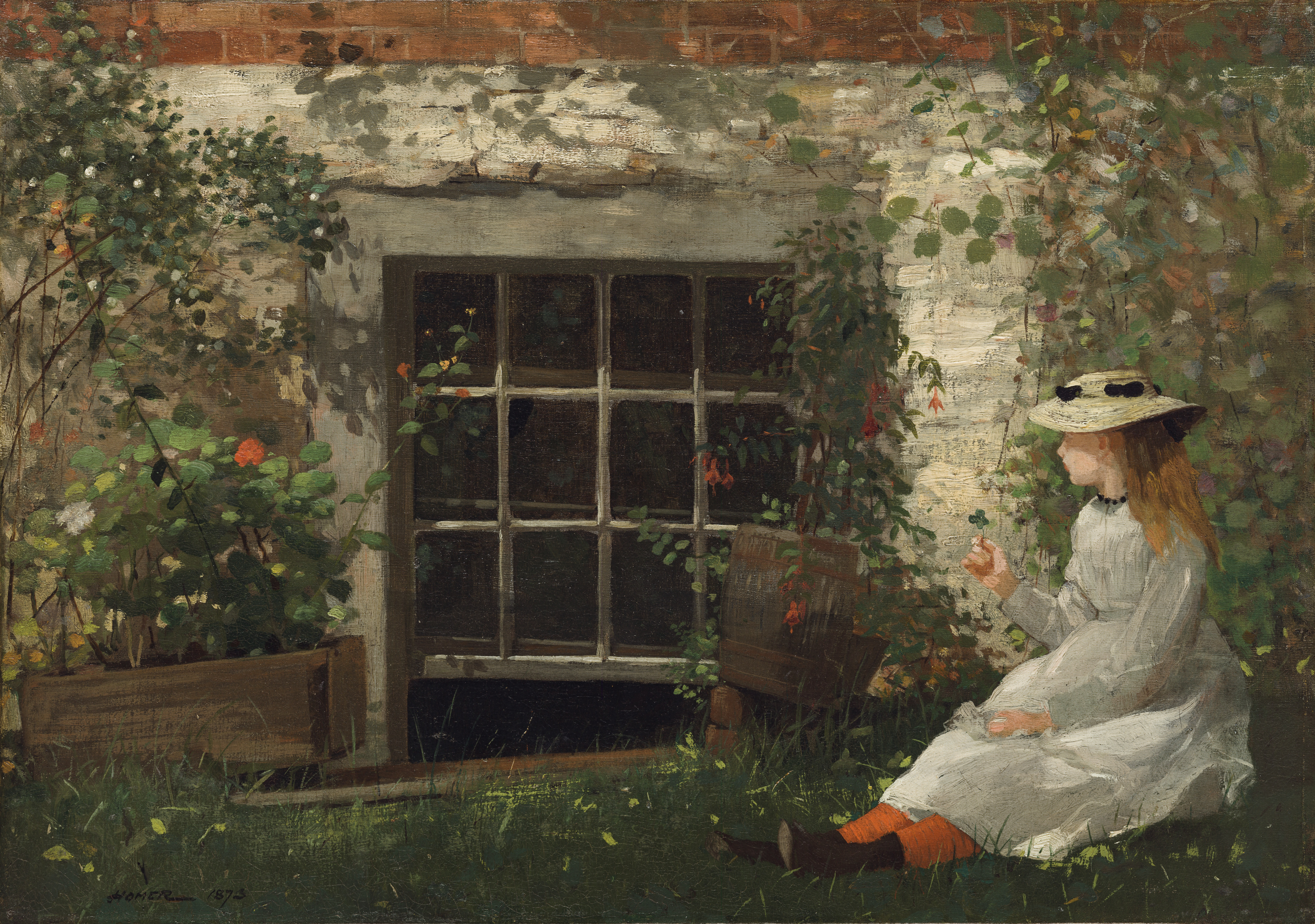
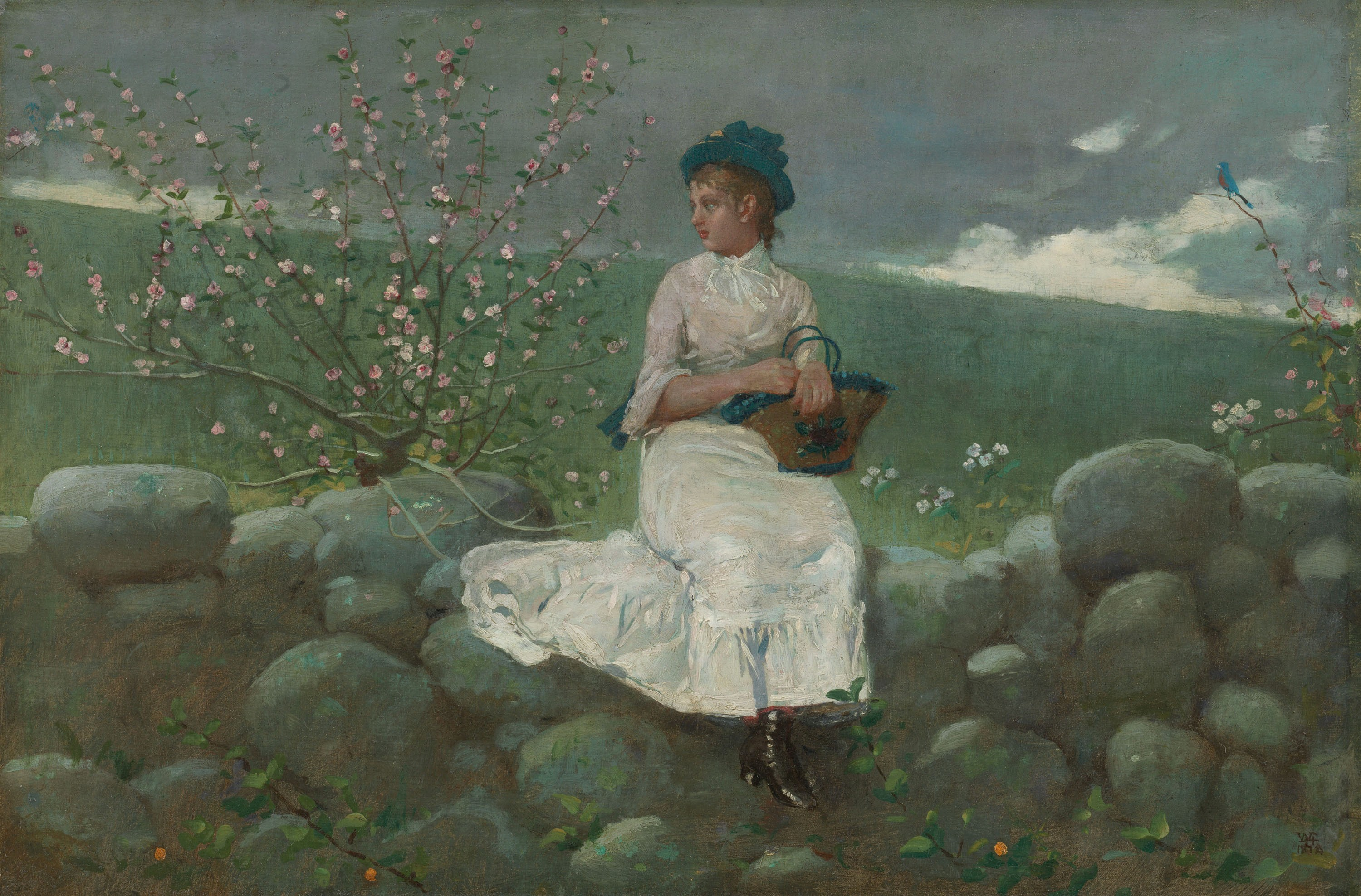
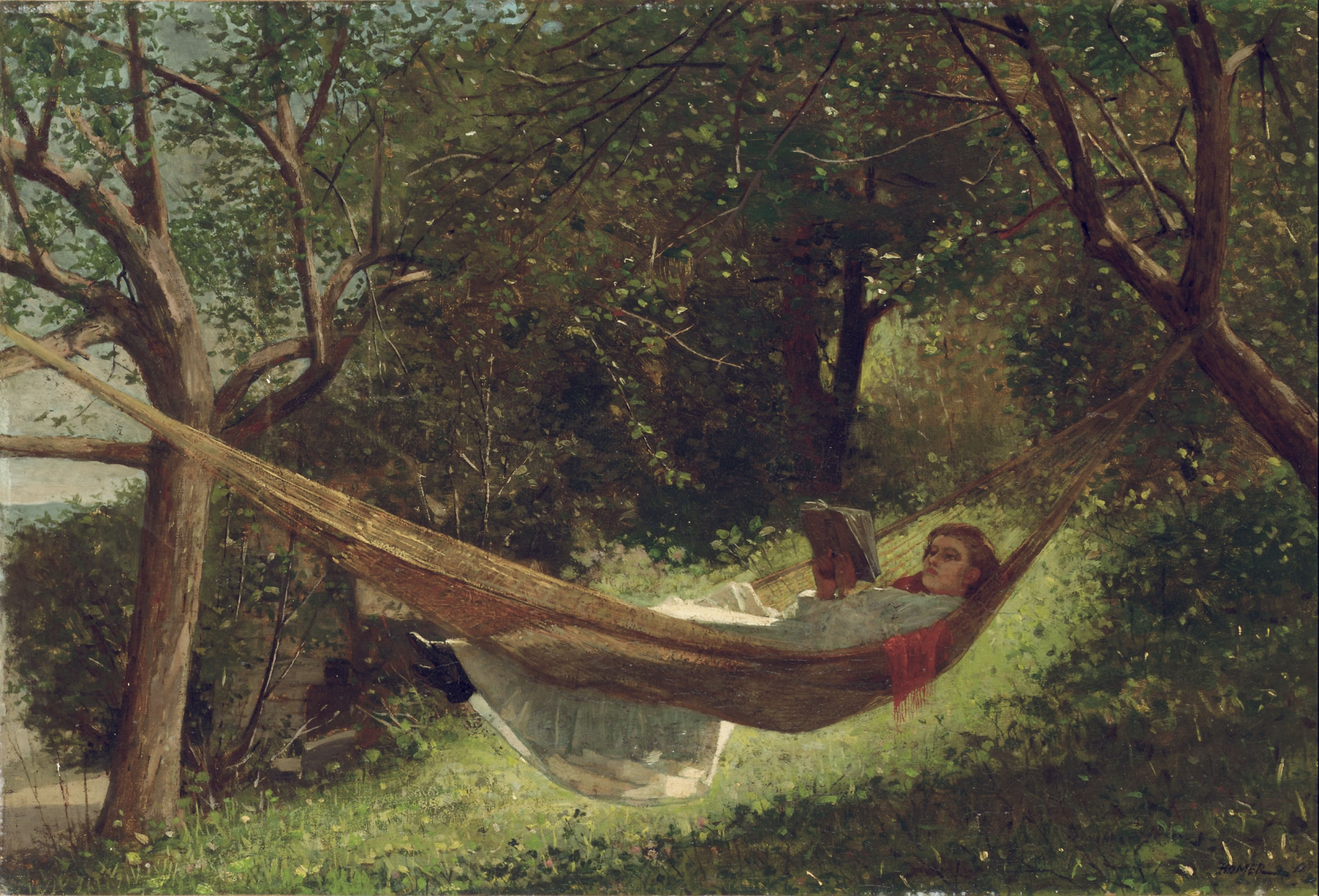
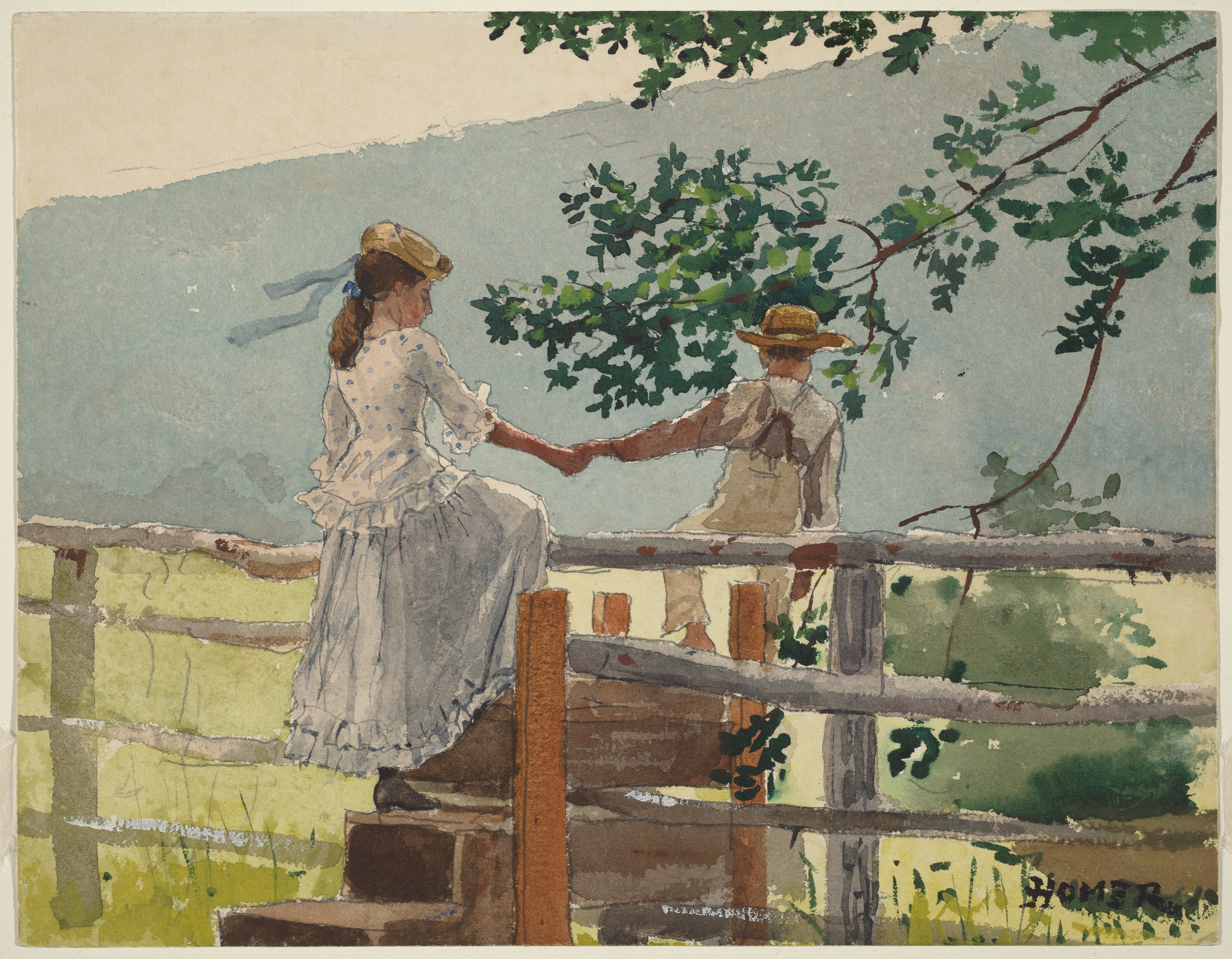
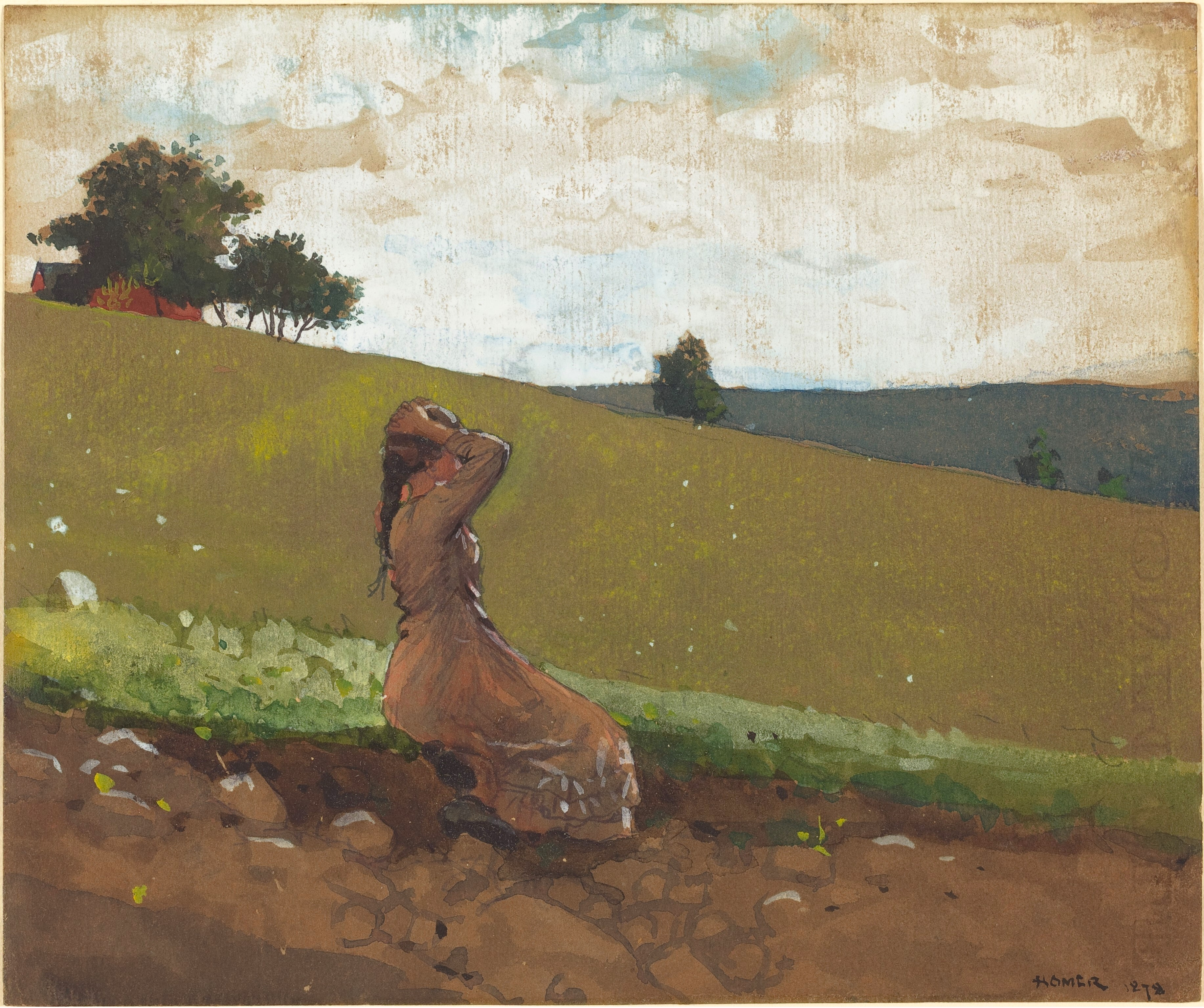

## روابط خارجية
- وينسلو هومر على موقع الموسوعة البريطانية (الإنجليزية)
- وينسلو هومر على موقع ميوزك برينز (الإنجليزية)
- وينسلو هومر على موقع إن إن دي بي (الإنجليزية)
- وينسلو هومر على موقع ديسكوغز (الإنجليزية)
- وينسلو هومر على موقع أوليمبيديا (الإنجليزية)